# Жанцангийн Гантугс
Жанцангийн Гантугс (монг. Жанцангийн Гантөгс; род. 12 апреля 1972, Москва) — монгольский стрелок из лука, участник двух летних Олимпийских игр, серебряный призёр чемпионата Азии 2013 года.

## Биография
Заниматься стрельбой из лука Жанцангийн Гантугс начал в 1987 году. С 1991 года он выступает в составе сборной Монголии на международных соревнованиях. На чемпионате мира 2001 года Гантугс выбыл уже в первом раунде, уступив украинцу Виктору Рубану 160:167. На мировом первенстве 2007 года монгольский лучник вновь уступил в пером же матче. Чемпионат мира 2011 года стал самым успешным в карьере Гантугса. По итогам квалификационного раунда монгольский спортсмен занял высокое 9-е место. Гантугс уверенно выиграл первые три поединка на турнире, но в 1/8 финала, уступил 8-му сеянному канадцу Джейсон Лайону 0:6.
На летних Олимпийских играх Гантугс дебютировал в 2012 году, став первым с 1980 года монгольским лучником в мужской части соревнований, сумевшим пройти предолимпийскую квалификацию. На Играх в Лондоне Гантугс занял 19-е место в квалификационном раунде, в результате чего в первом раунде ему противостоял 46-й сеяный Рахуль Бахерджи из Индии. По итогам матча Гантугс уступил со счётом 0:6 и выбыл из соревнований. Первую крупную международную награду Гантугс завоевал в 2013 году, уступив в финале чемпионата Азии японцу Такахару Фурукаве. На чемпионате мира 2015 года Гантугс, несмотря на занятое 24-е место по результатам квалификационного раунда, выбыл из борьбы за медали уже после первого раунда. В мужском командном турнире монгольские лучники не смогли пробиться в стадию плей-офф.
В 2016 году Гантугс принял участие в летних Олимпийских играх в Рио-де-Жанейро, квалифицировавшись по итогам азиатского отбора. 44-летний монгольский спортсмен стал самым возрастным лучником, заявленным на Игры 2016 года.
По итогам квалификационного раунда Гантугс занял высокое 24-е место, набрав 664 очка. В первом раунде соперником монгольского лучника стал представитель Таиланда Виттхая Тхамвонг, который по итогам 5 партий выиграл со счётом 7:3. Потерпев поражение Гантугс завершил борьбу за медали, заняв итоговое 33-е место. После окончания Игр Гантугс продолжил спортивную карьеру.
На чемпионате мира 2019 года монгольский лучник в первом раунде уступил россиянину Бэлигто Цынгуеву 2:6.